# Martha Julia
Martha Julia López Luna (Culiacán, Mexique; 24 février 1973), est une actrice mexicaine.

## Biographie
Elle commence sa carrière d'actrice de telenovelas en interprétant Consuelo, la maîtresse de Huicho Domínguez dans El premio mayor (1995). Deux ans plus tard, elle incarne à nouveau le même personnage dans Salud, dinero y amor (1997).
Durant quatre ans elle abandonne son travail d'actrice pour se consacrer à l'éducation de son fils Richie. 
En 2001, elle réapparaît à la télévision dans la telenovela Amigas y rivales où elle joue le rôle de Margarita.
À partir de ce moment-là, Martha Julia joue dans des telenovelas telles que Las vías del amor (2002), Luciana y Nicolás (2003). Cette dernière telenovela est réalisée au Pérou.
En mai 2004, elle entre comme locataire dans la maison de Big Brother VIP 3, chapitre 2.
En 2005, elle est dans la telenovela La madrastra, dans le personnage d'Ana Rosa.
Plus tard en 2007, elle obtient le rôle d'antagoniste principale dans la telenovela Destilando amor, avec le rôle d'Isadora.
En 2008, elle est co-protagoniste avèk Alberto Estrella dans la telenovela Alma de hierro en incarnant Paty, sous la production de Roberto Gómez Fernández.
Et durant l'année 2010, elle fait partie de l'équipe artistique de Niña de mi corazón,  une production de Pedro Damián, dans le rôle de Tamara, une des antagonistes.
De 2010 à 2013, elle interprète des rôles secondaires dans des telenovelas comme Soy tu dueña, de Nicandro Díaz González; Cuando me enamoro, de Carlos Moreno Laguillo; Por ella soy Eva, de Rosy Ocampo et Corona de lágrimas de José Alberto Castro.
Durant l'année 2013, elle est appelée par Ignacio Sada Madero pour jouer en tant qu'actrice principale aux côtés d'Alejandro Ruiz dans la telenovela Por siempre mi amor, donde compartió escenario con Susana González et Guy Ecker.
En 2015, elle est présente dans la deuxième saison de la telenovela A que no me dejas.

## Filmographie

### Telenovela
- 1995-1996 : El premio mayor : Consuelo Flores
- 1997-1998 : Salud, dinero y amor : Consuelo Flores de Domínguez
- 2001 : Amigas y rivales : Margarita Reyes Retana
- 2002-2003 : Las vías del amor : Sandra Irribaren * 2002-2003 : Las vías del amor : Sandra Irribaren
- 2003-2004 : Luciana y Nicolás : Lorena Egúsquiza
- 2005 : La madrastra  : Ana Rosa Márquez/Sofía Márquez
- 2006 : Olvidarte jamás : Lucrecia Montero
- 2007 : Destilando amor : Isadora Duarte
- 2008-2009 : Alma de hierro : Patricia Jiménez
- 2010 : Niña de mi corazón : Tamara Diez
- 2010 : Soy tu dueña : Victoria Montemayor
- 2010-2011 : Cuando me enamoro (Televisa) : Dona Marina Sepúlveda
- 2012 : Por ella soy Eva (Televisa) : Dona Samantha Torres
- 2012-2013 : Corona de lágrimas  : Dona Flor Escutia
- 2013-2014 : Por siempre mi amor (Televisa) : Dona Gabriela San Román
- 2015-2016 : A que no me dejas : Dona Ileana Olvera
- 2016-2017 : La candidata : Dona Jéssica Manjarrez
- 2017 : En tierras salvajes : Dona Alba Castillo
- 2018 : Por amar sin ley : Dona Dionisia Fernández

### Émissions télévisées
- 2002 : Mujer, casos de la vida real
- 2002-2004 : Big Brother VIP : Participante
- 2004 : La Parodia : Invitée
- 2011 : Mi sueño es bailar : Participante
- 2012 : Como dice el dicho : Silvana

## Théâtre
- 2012 : El tenorio cómico : María Inés[2]
- 2013 : Baño de mujeres[3],[4]